# Загородский сельсовет
Загоро́дский се́льсовет (белор. Загародскі сельсавет) — административная единица Пинского района Брестской области Беларуси. Административный центр — деревня Камень (до 19 июня 1984 года — деревня Погост-Загородский).

## История
Образован 12 октября 1940 года в составе Логишинского района Пинской области БССР. Центр - деревня Погост-Загородский. С 8 января 1954 года в Брестской области. 16 июля 1954 года к сельсовету присоединена территория упразднённого Богдановского сельсовета. 8 марта 1960 года в состав Новодворского сельсовета передана деревня Вяз. После упразднения Логишинского района 25 декабря 1962 года сельсовет вошел в состав Пинского района, деревня Богдановка передана в состав Лунинецкого района. 26 августа 2014 года в состав сельсовета из Новодворского сельсовета возвращена деревня Вяз.

## Состав
В состав сельсовета входят следующие населённые пункты:
- Борки — деревня
- Вяз — деревня
- Камень — деревня
- Круглое — деревня
- Погост-Загородский — деревня